# CDP-4-dehidro-6-dezoksiglukoza reduktaza
CDP-4-dehidro-6-dezoksiglukoza reduktaza (EC 1.17.1.1, CDP-4-keto-6-dezoksiglukoza reduktaza, citidin difosfo-4-keto-6-dezoksi--glukozna reduktaza, citidin difosfat 4-keto-6-dezoksi--glukozna 3-dehidrogenaza, CDP-4-keto-dezoksi-glukozna reduktaza, CDP-4-keto-6-dezoksi--glukoza-3-dehidrogenazna sistem, NAD(P)H:CDP-4-keto-6-dezoksi--glukozna oksidoreduktaza) je enzim sa sistematskim imenom CDP-4-dehidro-3,6-didezoksi--glukoza:NAD(P)+ 3-oksidoreduktaza. Ovaj enzim katalizuje sledeću hemijsku reakciju
CDP-4-dehidro-3,6-didezoksi--glukoza + 2O {\displaystyle \rightleftharpoons } -4-dehidro-6-dezoksi--glukoza + +
Ovaj enzim se sastoji od dva proteina. Jedan formira enzim-vezani dodatak CDP-4-dehidro-6-dezoksiglukoze sa piridoksamin fosfatom, u kome je 3-hidroksi grupa uklonjena. Drugi katalizuje redukciju ovog adukta putem NAD(P)H i otpuštanje CDP-4-dehidro-3,6-didezoksi-D-glukoze i piridoksamin fosfata.

## Literatura
- Nicholas C. Price; Lewis Stevens (1999). Fundamentals of Enzymology: The Cell and Molecular Biology of Catalytic Proteins (Third изд.). USA: Oxford University Press. ISBN 019850229X.
- Eric J. Toone (2006). Advances in Enzymology and Related Areas of Molecular Biology, Protein Evolution (Volume 75 изд.). Wiley-Interscience. ISBN 0471205036.
- Branden C; Tooze J. Introduction to Protein Structure. New York, NY: Garland Publishing. ISBN 0-8153-2305-0.
- Irwin H. Segel. Enzyme Kinetics: Behavior and Analysis of Rapid Equilibrium and Steady-State Enzyme Systems (Book 44 изд.). Wiley Classics Library. ISBN 0471303097.
- William P. Jencks (1987). Catalysis in Chemistry and Enzymology. Dover Publications. ISBN 0486654605.

## Spoljašnje veze
- CDP-4-dehydro-6-deoxyglucose+reductase на 